# Bola de Prata

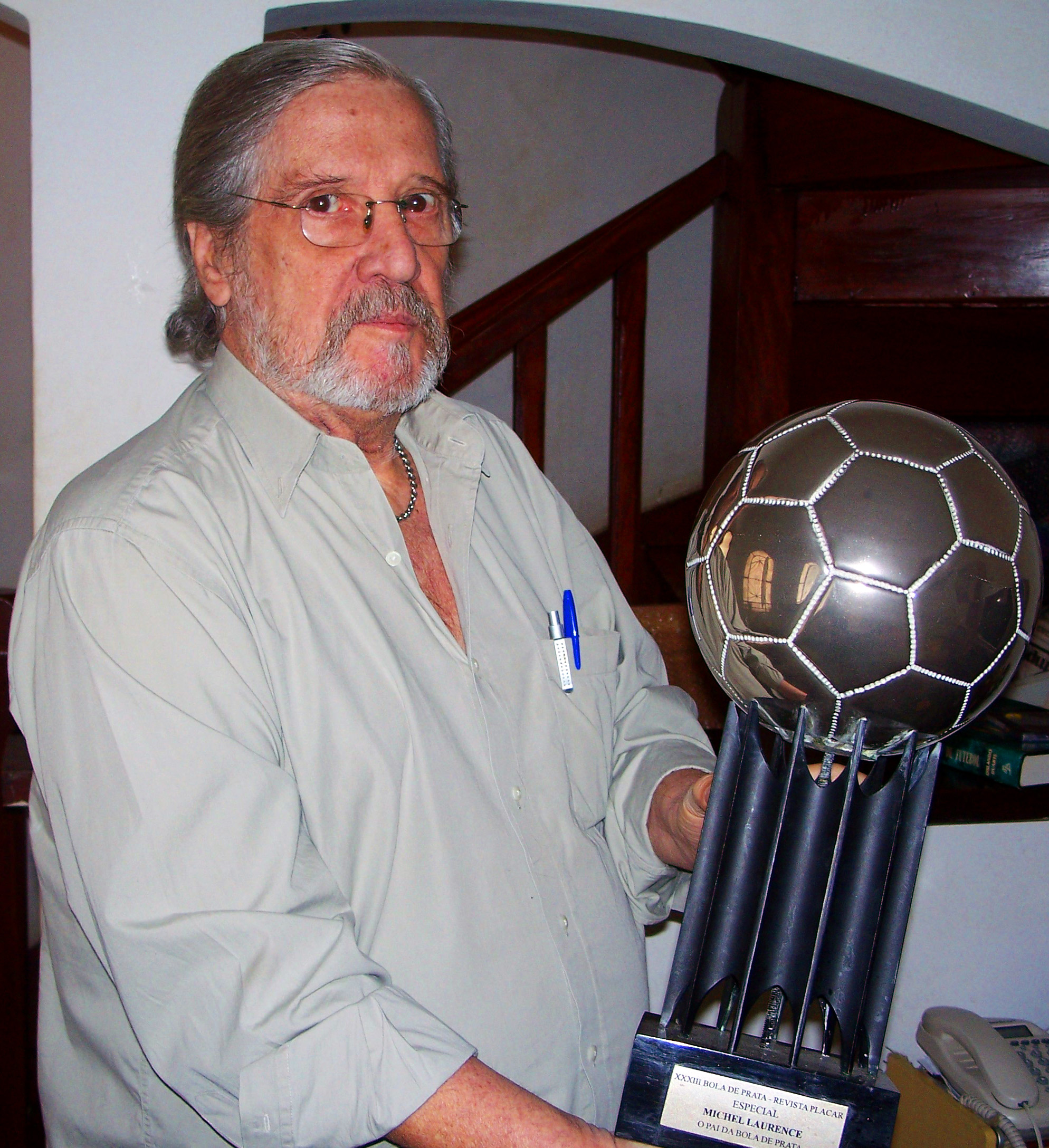
La Bola de Prata nelle mani di Michel Laurence, uno dei creatori del trofeo

La Bola de Prata (in italiano Pallone d'Argento) è un premio annuale assegnato dal 1970 ai migliori undici giocatori del campionato brasiliano di calcio. Il premio è stato istituito dalla rivista brasiliana Placar partendo da un'idea dei giornalisti Michel Laurence e Manoel Motta.
Nel 2007 Placar ha raggiunto un accordo con il canale televisivo ESPN Brasil e dall'anno seguente i giornalisti di entrambe le redazioni partecipano all'assegnazione dei voti. Nell'ottobre del 2016 la casa editrice proprietaria della rivista Placar ha ceduto tutti i diritti del premio Bola de Prata e dei premi collegati (Bola de Ouro e Chuteira de Ouro) a ESPN Brasil.
Il giocatore più premiato è Rogério Ceni con 6 Bola de Prata, seguito da Zico, Júnior e Renato Gaúcho con 5 ciascuno; contando tutte le categorie dei premi, invece, il giocatore ad averne ricevuti di più è Zico con 9, di cui 2 Bola de Ouro, 5 Bola de Prata e 2 capocannoniere.

## Regolamento
- Tutte le partite sono seguite dai giornalisti, sempre dello stadio, e viene attribuito un voto da 0 a 10 a ciascun giocatore. Alla fine del campionato sono premiati gli 11 giocatori con la media più alta, tenendo conto del ruolo (solitamente i giocatori con meno di 16 presenze non vengono presi in considerazione).[3]
- Il giocatore con la media voto più alta in assoluto, oltre alla Bola de Prata, vince anche la Bola de Ouro.[3]
- In caso di parità nella media voto, sia per la Bola de Prata sia per la Bola de Ouro, viene premiato il giocatore che ha disputato il maggior numero di partite.[3]
- I giocatori che hanno cambiato squadra prima della fine del campionato sono eliminati dalla classifica.[3]
- Pelé non concorreva al premio, in quanto considerato "fuori concorso".[6] Stessa sorte è toccata a Neymar nel 2012.[7]

## Squadre per anno

### 1970
- Bola de Prata: Picasso (Bahia), Humberto Monteiro (Atlético Mineiro), Brito (Cruzeiro), Reyes (Flamengo), Everaldo (Grêmio), Zanata (Flamengo), Dirceu Lopes (Cruzeiro), Samarone (Fluminense), Vaguinho (Atlétivo Mineiro), Tostão (Cruzeiro) e Paulo César Caju (Botafogo)
- Fuori conocorso: Pelé (Santos)[7]

### 1971
- Squadra: Edgardo Andrada (Vasco da Gama), Humberto Monteiro (Atlético Mineiro), Pescuma (Coritiba), Vantuir (Atlético Mineiro), Carlindo (Ceará), Vanderlei (Atlético Mineiro), Dirceu Lopes (Cruzeiro), Rivelino (Corinthians), Antônio Carlos (América-RJ), Tião Abatiá (Coritiba) e Edu (Santos)
- Bola de Ouro: Dirceu Lopes (Cruzeiro) - postumo (2013)[8]

### 1972
- Squadra: Leão (Palmeiras), Aranha (Remo), Elías Figueroa (Internacional), Beto Bacamarte (Grêmio), Marinho Chagas (Botafogo), Piazza (Cruzeiro), Ademir da Guia (Palmeiras), Zé Roberto (Coritiba), Osni (Vitória), Alberi (ABC) e Paulo César Caju (Flamengo)

### 1973
A partire dal 1973 la rivista Placar cominciò a premiare il giocatore con la miglior media voto nella stagione con la Bola de Ouro. Nella prima edizione ci furono due vincitori, fatto mai più ripetutosi.
- Squadra: Agustín Cejas (Santos), Zé Maria (Corinthians), Atilio Ancheta (Grêmio), Alfredo Mostarda (Palmeiras), Marinho Chagas (Botafogo), Pedro Omar (América-MG), Pedro Rocha (San Paolo), Dirceu Lopes (Cruzeiro), Zequinha (Botafogo), Mirandinha (San Paolo) e Mário Sérgio (Vitória)
- Bola de Ouro: Agustín Cejas (Santos) e Atilio Ancheta (Grêmio)

### 1974
- Squadra: Joel Mendes (Vitória), Louro (Fortaleza), Elías Figueroa (Internacional), Miguel (Vasco da Gama), Wladimir (Corinthians), Dudu (Palmeiras), Mário Sérgio (Vitória), Zico (Flamengo), Osni (Vitória), Luisinho (América-RJ) e Lula (Internacional)
- Bola de Ouro: Zico (Flamengo)

### 1975
- Squadra: Valdir Peres (San Paolo), Nelinho (Cruzeiro), Elías Figueroa (Internacional), Amaral (Guarani), Marco Antônio (Fluminense), Falcão (Internacional), Carpegiani (Internacional), Zico (Flamengo), Gil (Fluminense), Palhinha (Cruzeiro) e Ziza (Guarani)
- Bola de Ouro: Valdir Peres (San Paolo)
- Capocannoniere: Flávio Minuano (Internacional) - 16 gol

### 1976
- Squadra: Manga (Internacional), Perivaldo (Bahia), Elías Figueroa (Internacional), Beto Fuscão (Grêmio), Wladimir (Corinthians), Toninho Cerezo (Atlético Mineiro), Paulo César Caju (Fluminense), Paulo Isidoro (Atlético Mineiro), Valdomiro (Internacional), Narciso Doval (Fluminense) e Lula (Internacional)
- Bola de Ouro: Elías Figueroa (Internacional)
- Capocannoniere: Dadá Maravilha (Internacional) - 28 gol

### 1977
- Squadra: Edson (Remo), Zé Maria (Corinthians), Oscar (Ponte Preta), Polozzi (Ponte Preta), Marco Antônio (Vasco da Gama), Toninho Cerezo (Atlético Mineiro), Adílio (Flamengo), Zico (Flamengo), Tarciso (Grêmio), Reinaldo (Atlético Mineiro) e Paulo César Caju (Botafogo)
- Bola de Ouro: Toninho Cerezo (Atlético Mineiro)
- Capocannoniere: Reinaldo (Atlético Mineiro) - 28 gol

### 1978
- Squadra: Manga (Operário), Rosemiro (Palmeiras), Rondinelli (Flamengo), Deodoro (Coritiba), Odirlei (Ponte Preta), Caçapava (Internacional), Falcão (Internacional), Adílio (Flamengo), Tarciso (Grêmio), Paulinho (Vasco da Gama) e Jésum (Bahia)
- Bola de Ouro: Falcão (Internacional)
- Capocannoniere: Paulinho (Vasco da Gama) - 13 gol

### 1979
- Squadra: João Leite (Atlético Mineiro), Nelinho (Cruzeiro), Osmar (Atlético Mineiro), Mauro Galvão (Internacional), Pedrinho (Palmeiras), Píres (Palmeiras), Falcão (Internacional), Jorge Mendonça (Palmeiras), Jorginho Putinatti (Palmeiras), Roberto Dinamite (Vasco da Gama) e Joãozinho (Cruzeiro)
- Bola de Ouro: Falcão (Internacional)
- Capocannoniere: César (América-RJ) - 13 gol

### 1980
- Squadra: Carlos (Ponte Preta), Nelinho (Cruzeiro), Joãozinho (Santos), Luizinho (Atlético Mineiro), Júnior (Flamengo), Toninho Cerezo (Atlético Mineiro), Batista (Internacional), Sócrates (Corinthians), Botelho (Desportiva Capixaba), Baltazar (Grêmio) e Mário Sérgio (Internacional)
- Bola de Ouro: Toninho Cerezo (Atlético Mineiro)
- Capocannoniere: Zico (Flamengo) - 21 gol

### 1981
- Squadra: Benítez (Internacional), Perivaldo (Botafogo), Moisés (Bangu), Darío Pereyra (San Paolo), Marinho Chagas (San Paolo), Zé Mário (Ponte Preta), Elói (Inter de Limeira), Paulo Isidoro (Grêmio), Paulo César (San Paolo), Roberto Dinamite (Vasco da Gama) e Mário Sérgio (Internacional)
- Bola de Ouro: Paulo Isidoro (Grêmio)
- Capocannoniere: Nunes (Flamengo) - 16 gol

### 1982
- Squadra: Carlos (Ponte Preta), Leandro (Flamengo), Juninho Fonseca (Ponte Preta), Edinho (Fluminense), Wladimir (Corinthians), Batista (Grêmio), Pita (Santos), Zico (Flamengo), Lúcio (Guarani), Careca (Guarani) e Biro-Biro (Corinthians)
- Bola de Ouro: Zico (Flamengo)
- Capocannoniere: Serginho Chulapa (Santos) e Zico (Flamengo) - 22 gol

### 1983
- Squadra: Roberto Costa (Atlético Paranaense), Nelinho (Atlético Mineiro), Márcio Rossini (Santos), Darío Pereyra (San Paolo), Júnior (Flamengo), Dema (Santos), Paulo Isidoro (Santos), Pita (Santos), Jorginho Putinatti (Palmeiras), Reinaldo (Atlético Mineiro) e Éder (Atlético Mineiro)
- Bola de Ouro: Roberto Costa (Atlético Paranaense)
- Capocannoniere: Serginho Chulapa (Santos) - 22 gol

### 1984
- Squadra: Roberto Costa (Vasco da Gama), Édson (Corinthians), Ivan (Vasco da Gama), Hugo de León (Grêmio), Júnior (Flamengo), Pires (Vasco da Gama), Romerito (Fluminense), Assis (Fluminense), Renato Gaúcho (Grêmio), Roberto Dinamite (Vasco da Gama) e Tato (Fluminense)
- Bola de Ouro: Roberto Costa (Vasco da Gama)
- Capocannoniere: Roberto Dinamite (Vasco da Gama) - 16 gol

### 1985
- Squadra: Rafael (Coritiba), Luiz Carlos Winck (Internacional), Leandro (Flamengo), Mauro Galvão (Internacional), Baby (Bangu), Dema (Santos), Alemão (Botafogo), Rubén Paz (Internacional), Marinho (Bangu), Careca (San Paolo) e Ado (Bangu)
- Bola de Ouro: Marinho (Bangu)
- Capocannoniere: Edmar (Guarani) - 20 gol

### 1986
- Squadra: Gilmar (San Paolo), Alfinete (Joinville), Ricardo Rocha (Guarani), Darío Pereyra (San Paolo), Nelsinho (San Paolo), Bernardo (San Paolo), Pita (San Paolo), Jorginho Putinatti (Palmeiras), Sérgio Araújo (Atlético Mineiro), Careca (San Paolo) e João Paulo (Guarani)
- Bola de Ouro: Careca (San Paolo)
- Capocannoniere: Careca (San Paolo) - 25 gol

### 1987
- Squadra: Taffarel (Internacional), Luiz Carlos Winck (Internacional), Aloísio (Internacional), Luizinho (Atlético Mineiro), Mazinho (Vasco da Gama), Norberto (Internacional), Milton (Coritiba), Zico (Flamengo), Renato Gaúcho (Flamengo), Renato (Atlético Mineiro) e Berg (Botafogo)
- Bola de Ouro: Renato Gaúcho (Flamengo)
- Capocannoniere: Müller (San Paolo) - 10 gol

### 1988
- Squadra: Taffarel (Internacional), Alfinete (Grêmio), Óscar Aguirregaray (Internacional), Pereira (Bahia), Mazinho (Vasco da Gama), Paulo Rodrigues (Bahia), Adílson Heleno (Criciúma), Bobô (Bahia), Vivinho (Vasco da Gama), Nílson (Internacional) e Zinho (Flamengo)
- Bola de Ouro: Taffarel (Internacional)
- Capocannoniere: Nílson (Internacional) - 15 gol

### 1989
- Squadra: Gilmar (San Paolo), Balu (Cruzeiro), Ricardo Rocha (San Paolo), Paulo Sérgio (Atlético Mineiro), Mazinho (Vasco da Gama), Elzo (Palmeiras), Raí (San Paolo), Bobô (San Paolo), Bismarck (Vasco da Gama), Bizu (Náutico) e Túlio (Goiás)
- Bola de Ouro: Ricardo Rocha (San Paolo)
- Capocannoniere: Túlio (Goiás)

### 1990
- Squadra: Ronaldo (Corinthians), Gil Baiano (Bragantino), Adílson Batista (Cruzeiro), Marcelo (Corinthians), Biro-Biro (Bragantino), César Sampaio (Santos), Tiba (Bragantino), Luís Fernando (Internacional), Renato Gaúcho (Flamengo), Mazinho (Bragantino) e Careca (Palmeiras)
- Bola de Ouro: César Sampaio (Santos)
- Capocannoniere: Charles (Bahia) - 11 gol

### 1991
- Squadra: Marcelo (Bragantino), Gil Baiano (Bragantino), Márcio Santos (Internacional), Ricardo Rocha (San Paolo), Leonardo (San Paolo), Mauro Silva (Bragantino), Júnior (Flamengo), Neto (Corinthians), Mazinho (Bragantino), Túlio (Goiás) e Careca (Palmeiras)
- Bola de Ouro: Mauro Silva (Bragantino)
- Capocannoniere: Paulinho McLaren (Santos) - 15 gol

### 1992
- Squadra: Gilberto (Sport Recife), Cafu (San Paolo), Aílton (Sport Recife), Alexandre Torres (Vasco da Gama), Válber (Botafogo), Mauro Silva (Bragantino), Júnior (Flamengo), Zinho (Flamengo), Renato Gaúcho (Botafogo), Bebeto (Vasco da Gama) e Nélio (Flamengo)
- Bola de Ouro: Júnior (Flamengo)
- Capocannoniere: Bebeto (Vasco da Gama) - 18 gol

### 1993
- Squadra: Dida (Vitória), Cafu (San Paolo), Antônio Carlos (Palmeiras), Ricardo Rocha (Santos), Roberto Carlos (Palmeiras), César Sampaio (Palmeiras), Djalminha (Guarani), Roberto Cavalo (Vitória), Edmundo (Palmeiras), Alex Alves (Vitória) e Rivaldo (Corinthians)
- Bola de Ouro: César Sampaio (Palmeiras)
- Capocannoniere: Guga (Santos) - 15 gol

### 1994
- Squadra: Ronaldo (Corinthians), Pavão (San Paolo), Cléber (Palmeiras), Jorge Luís (Guarani), Roberto Carlos (Palmeiras), Zé Elias (Corinthians), Zinho (Palmeiras), Rivaldo (Palmeiras), Amoroso (Guarani), Marcelinho Carioca (Corinthians) e Luizão (Guarani)
- Bola de Ouro: Amoroso (Guarani)
- Capocannoniere: Túlio (Botafogo) e Amoroso (Guarani) - 19 gol

### 1995
- Squadra: Wágner (Botafogo), Zé Maria (Portuguesa), Carlos Gamarra (Internacional), Andrei (Juventude), Marcos Adriano (Santos), Leandro Ávila (Botafogo), Jamelli (Santos), Giovanni (Santos), Donizete (Botafogo), Túlio (Botafogo) e Renato Gaúcho (Fluminense)
- Bola de Ouro: Giovanni (Santos)
- Capocannoniere: Túlio (Botafogo) - 23 gol

### 1996
- Squadra: Dida (Cruzeiro), Alberto (Atlético Paranaense), Carlos Gamarra (Internacional), Adílson (Grêmio), Zé Roberto (Portuguesa), Ricardinho (Cruzeiro), Luís Carlos Goiano (Grêmio), Djalminha (Palmeiras), Rodrigo Fabri (Portuguesa), Paulo Nunes (Grêmio) e Renaldo (Atlético Mineiro)
- Bola de Ouro: Djalminha (Palmeiras)
- Capocannoniere: Paulo Nunes (Grêmio) e Renaldo (Atlético Mineiro) - 16 gol

### 1997
- Squadra: Carlos Germano (Vasco da Gama), Zé Carlos (San Paolo), Júnior Baiano (Flamengo), Mauro Galvão (Vasco da Gama), Dedê (Atlético Mineiro), Doriva (Atlético Mineiro), Fernando (Internacional), Zinho (Palmeiras), Rodrigo Fabri (Portuguesa), Edmundo (Vasco da Gama) e Müller (Santos)
- Bola de Ouro: Edmundo (Vasco da Gama)
- Capocannoniere: Edmundo (Vasco da Gama) - 29 gol

### 1998
- Squadra: Dida (Cruzeiro), Francisco Arce (Palmeiras), Carlos Gamarra (Corinthians), Marcelo Djian (Cruzeiro), Júnior (Palmeiras), Narciso (Santos), Vampeta (Corinthians), Jackson (Sport Recife), Valdo (Cruzeiro), Edílson (Corinthians) e Fábio Júnior (Cruzeiro)
- Bola de Ouro: Edílson (Corinthians)
- Capocannoniere: Viola (Santos) - 21 gol

### 1999
- Squadra: Dida (Corinthians), Bruno (Atlético Mineiro), Roque Júnior (Palmeiras), Cláudio Caçapa (Atlético Mineiro), Leandro (Vitória), Freddy Rincón (Corinthians), Belletti (Atlético Mineiro), Vampeta (Corinthians), Marcelinho Carioca (Corinthians), Marques (Atlético Mineiro) e Guilherme (Atlético Mineiro)
- Bola de Ouro: Marcelinho Carioca (Corinthians)
- Capocannoniere: Guilherme (Atlético Mineiro) - 28 gol

### 2000
- Squadra: Rogério Ceni (San Paolo), Francisco Arce (Palmeiras), Cris (Cruzeiro), Lúcio (Internacional), Juan Pablo Sorín (Cruzeiro), Mineiro (Ponte Preta), Ricardinho (Cruzeiro), Juninho Paulista (Vasco da Gama), Juninho Pernambucano (Vasco da Gama), Romário (Vasco da Gama) e Ronaldinho (Grêmio)
- Bola de Ouro: Romário (Vasco da Gama)
- Capocannoniere: Dill (Goiás), Magno Alves (Fluminense) e Romário (Vasco da Gama) - 20 gol

### 2001
- Squadra: Émerson (Bahia), Francisco Arce (Palmeiras), Daniel (São Caetano), Gustavo (Atlético Paranaense), Léo (Santos), Simão (São Caetano), Preto Casagrande (Bahia), Kléberson (Atlético Paranaense), Roger (Fluminense), Marques (Atlético Mineiro) e Alex Mineiro (Atlético Paranaense)
- Bola de Ouro: Alex Mineiro (Atlético Paranaense)
- Capocannoniere: Romário (Vasco da Gama) - 21 gol

### 2002
- Squadra: Diego (Juventude), Mancini (Atlético Mineiro), Alex (Santos), Fábio Luciano (Corinthians), Athirson (Flamengo), Tinga (Grêmio), Fábio Simplício (San Paolo), Ramon (Vasco da Gama), Kaká (San Paolo), Robinho (Santos) e Gil (Corinthians)
- Bola de Ouro: Kaká (San Paolo)
- Capocannoniere: Rodrigo Fabri (Grêmio) e Luís Fabiano (San Paolo) - 19 gol

### 2003
- Squadra: Rogério Ceni (San Paolo), Maurinho (Cruzeiro), Alex (Santos), Fabão (Goiás), Léo (Santos), Claudio Maldonado (Cruzeiro), Renato (Santos), Alex (Cruzeiro), Marcelinho Carioca (Vasco da Gama), Grafite (Goiás) e Luís Fabiano (San Paolo)
- Bola de Ouro: Alex (Cruzeiro)
- Capocannoniere: Dimba (Goiás) - 31 gol

### 2004
- Squadra: Rogério Ceni (San Paolo), Paulo Baier (Goiás), Diego Lugano (San Paolo), Rodrigo (San Paolo), Léo (Santos), Mineiro (São Caetano), Magrão (Palmeiras), Ricardinho (Santos), Dejan Petković (Vasco da Gama), Robinho (Santos) e Washington (Atlético Paranaense)
- Bola de Ouro: Robinho (Santos)
- Capocannoniere: Washington (Atlético Paranaense) - 34 gol

### 2005
- Squadra: Fábio Costa (Corinthians), Cicinho (San Paolo), Diego Lugano (San Paolo), Carlos Gamarra (Palmeiras), Jadílson (Goiás), Marcelo Mattos (Corinthians), Mineiro (San Paolo), Dejan Petković (Fluminense), Juninho Paulista (Palmeiras), Carlos Tévez (Corinthians) e Rafael Sóbis (Internacional)
- Bola de Ouro: Carlos Tévez (Corinthians)
- Capocannoniere: Romário (Vasco da Gama) - 22 gol

### 2006
- Squadra: Rogério Ceni (San Paolo), Ilsinho (San Paolo), Fabão (San Paolo), Índio (Internacional), Kléber (Santos), Lucas Leiva (Grêmio), Mineiro (San Paolo), Wagner (Cruzeiro), Zé Roberto (Botafogo), Fernandão (Internacional) e Aloísio (San Paolo)
- Bola de Ouro: Lucas Leiva (Grêmio)
- Capocannoniere: Souza (Goiás) - 17 gol

### 2007
Nel 2007 la rivista Placar istituì un nuovo concorso chiamato Bola de Prata da Torcida (con "torcida" si intendono i gruppi organizzati di tifosi). A ogni giornata di campionato i tifosi possono votare per il migliore tra i tre giocatori scelti dalla redazione della rivista. Alla fine del campionato, il giocatore che è stato eletto il migliore per il maggior numero di volte vince la Bola de Prata da Torcida.
- Squadra: Rogério Ceni (San Paolo), Léo Moura (Flamengo), Breno (San Paolo), Thiago Silva (Fluminense), Kléber (Santos), Richarlyson (San Paolo), Hernanes (San Paolo), Thiago Neves (Fluminense), Jorge Valdivia (Palmeiras), Leandro Amaral (Vasco da Gama) e Beto Acosta (Náutico)
- Bola de Ouro: Thiago Neves (Fluminense)
- Capocannoniere: Josiel (Paraná) - 20 gol
- Bola de Prata da Torcida: Leandro Amaral (Vasco da Gama) - 12

### 2008
- Squadra: Rogério Ceni (San Paolo), Vítor (Goiás), André Dias (San Paolo), Miranda (San Paolo), Juan (Flamengo), Ramires (Cruzeiro), Hernanes (San Paolo), Tcheco (Grêmio), Wagner (Cruzeiro), Nilmar (Internacional) e Borges (San Paolo)
- Bola de Ouro: Rogério Ceni (San Paolo)
- Capocannoniere: Washington (Fluminense), Keirrison (Coritiba), Kléber Pereira (Santos) - 21 gol

### 2009
- Squadra: Victor (Grêmio), Jonathan (Cruzeiro), André Dias (San Paolo), Miranda (San Paolo), Kléber (Internacional), Pablo Guiñazú (Internacional), Pierre (Palmeiras), Dejan Petković (Flamengo), Marcelinho Paraíba (Coritiba), Adriano (Flamengo) e Diego Tardelli (Atlético Mineiro)
- Bola de Ouro: Adriano (Flamengo)
- Capocannoniere: Diego Tardelli (Atlético Mineiro) e Adriano (Flamengo) - 19 gol

### 2010
- Squadra: Fábio (Cruzeiro), Mariano (Fluminense), Alex Silva (San Paolo), Chicão (Corinthians), Roberto Carlos (Corinthians), Elias (Corinthians), Jucilei (Corinthians), Darío Conca (Fluminense), Walter Montillo (Cruzeiro), Jonas (Grêmio) e Neymar (Santos)[10]
- Bola de Ouro: Darío Conca (Fluminense)
- Capocannoniere: Jonas (Grêmio) - 23 gol

### 2011
- Squadra: Fernando Prass (Vasco da Gama), Mário Fernandes (Grêmio), Dedé (Vasco da Gama), Paulo André (Corinthians), Juninho (Figueirense), Marcos Assunção (Palmeiras), Paulinho (Corinthians), Ronaldinho (Flamengo), Walter Montillo (Cruzeiro), Fred (Fluminense) e Neymar (Santos)[11]
- Bola de Ouro: Neymar (Santos)
- Capocannoniere: Borges (Santos) - 23 gol

### 2012
- Squadra: Diego Cavalieri (Fluminense), Marcos Rocha (Atlético Mineiro), Leonardo Silva (Atlético Mineiro), Réver (Atlético Mineiro), Carlinhos (Fluminense), Ralf (Corinthians), Paulinho (Corinthians), Zé Roberto (Grêmio), Ronaldinho (Atlético Mineiro), Lucas Moura (San Paolo) e Fred (Fluminense)[12]
- Bola de Ouro: Ronaldinho (Atlético Mineiro)[13]
- Capocannoniere: Fred (Fluminense) - 20 gol
- Rivelazione: Bernard (Atlético Mineiro)[14]
- Fuori concorso: Neymar (Santos)[7]

### 2013
- Squadra: Fábio (Cruzeiro), Mayke (Cruzeiro), Rodrigo (Goiás), Dedé (Cruzeiro), Alex Telles (Grêmio), Clarence Seedorf (Botafogo), Elias (Flamengo), Nílton (Cruzeiro), Éverton Ribeiro (Cruzeiro), Diego Tardelli (Atlético Mineiro) e Walter (Goiás)[15]
- Bola de Ouro: Éverton Ribeiro (Cruzeiro)
- Capocannoniere: Éderson (Atlético Paranaense) - 21 gol

### 2014
- Squadra: Marcelo Grohe (Grêmio), Marcos Rocha (Atlético Mineiro), Gil (Corinthians), Rafael Tolói (San Paolo), Zé Roberto (Grêmio), Lucas Silva (Cruzeiro), Charles Aránguiz (Internacional), Ricardo Goulart (Cruzeiro), Ganso (San Paolo), Diego Tardelli (Atlético Mineiro) e Paolo Guerrero (Corinthians)[16]
- Bola de Ouro: Ricardo Goulart (Cruzeiro)
- Capocannoniere: Fred (Fluminense) - 18 gol[17]

### 2015
- Squadra: Marcelo Grohe (Grêmio), Galhardo (Grêmio), Gil (Corinthians), Geromel (Grêmio), Douglas Santos (Atlético Mineiro), Elias (Corinthians), Rafael Carioca (Atlético Mineiro), Renato Augusto (Corinthians), Jádson (Corinthians), Luan (Grêmio) e Lucas Pratto (Atlético Mineiro)[18]
- Bola de Ouro: Renato Augusto (Corinthians)
- Capocannoniere e Chuteira de Ouro: Ricardo Oliveira (Santos) - 20 gol
- Rivelazione: Gabriel Barbosa (Santos)[19]
- Conjunto da Obra: Rogério Ceni (San Paolo)[20]

### 2016
- Squadra: Jailson (Palmeiras), Jean (Palmeiras), Pedro Geromel (Grêmio), Réver (Flamengo), Fábio Santos (Atlético Mineiro), Willian Arão (Flamengo), Tchê Tchê (Palmeiras), Moisés (Palmeiras), Dudu (Palmeiras), Robinho (Atlético Mineiro) e Gabriel Jesus (Palmeiras)[21]
- Bola de Ouro: Gabriel Jesus (Palmeiras)
- Capocannoniere e Chuteira de Ouro: Fred (Atlético Mineiro), William Pottker (Ponte Preta), Diego Souza (Sport Recife) - 14 gol
- Calcio femminile: Formiga (São José)
- Miglior allenatore (Prancheta de Prata): Cuca (Palmeiras)
- Gol più bello: Camilo (Botafogo) - Botafogo-Grêmio 2-1, 19ª giornata (4 settembre 2016)[22]
- Speciale: Chapecoense

### 2017
- Squadra: Vanderlei (Santos), Fagner (Corinthians), Pedro Geromel (Grêmio), Fabián Balbuena (Corinthians), Thiago Carleto (Coritiba), Michel (Grêmio), Hernanes (San Paolo), Luan (Grêmio), Thiago Neves (Cruzeiro), Dudu (Palmeiras) e Jô (Corinthians)[23]
- Bola de Ouro: Jô (Corinthians)
- Capocannoniere e Chuteira de Ouro: Jô (Corinthians), Henrique Dourado (Fluminense) - 18 gol
- Calcio femminile: Sole Jaimes (Santos)[24]
- Miglior allenatore (Prêmio Telê Santana): Fábio Carille (Corinthians)
- Gol più bello: Rómulo Otero (Atlético Mineiro) - Atlético Mineiro-Coritiba 3-0, 36ª giornata (19 novembre 2017)

### 2018
- Squadra: Weverton (Palmeiras), Mayke (Palmeiras), Pedro Geromel (Grêmio), Víctor Cuesta (Internacional), Renê (Flamengo), Rodrigo Dourado (Internacional), Bruno Henrique (Palmeiras), Lucas Paquetá (Flamengo), Everton Cebolinha (Grêmio), Dudu (Palmeiras) e Gabriel Barbosa (Santos)[25]
- Bola de Ouro: Dudu (Palmeiras)
- Capocannoniere e Chuteira de Ouro: Gabriel Barbosa (Santos) - 18 gol
- Miglior allenatore (Prêmio Telê Santana): Luiz Felipe Scolari (Palmeiras)
- Gol più bello: Wescley (Ceará) - Corinthians-Ceará 1-1, 4ª giornata (6 maggio 2018)[26]
- Miglior arbitro: Rafael Traci
- Bola de Ouro (femminile): Marta (Orlando Pride)

### 2019
- Squadra: Diego Alves (Flamengo), Rafinha (Flamengo), Gustavo Gómez (Palmeiras), Lucas Veríssimo (Santos), Jorge (Santos), Willian Arão (Flamengo), Gerson (Flamengo), Giorgian De Arrascaeta (Flamengo), Bruno Henrique (Flamengo), Dudu (Palmeiras) e Gabriel Barbosa (Flamengo)[27]
- Bola de Ouro: Gabriel Barbosa (Flamengo)
- Capocannoniere e Chuteira de Ouro: Gabriel Barbosa (Flamengo) - 25 gol
- Miglior allenatore (Prêmio Telê Santana): Jorge Jesus (Flamengo)
- Gol più bello: Giorgian De Arrascaeta (Flamengo) - Ceará-Flamengo 0-3, 16ª giornata (25 agosto 2019)
- Rivelazione: Michael (Goiás)
- Premio espnW: Millene (Corinthians)

### 2020
- Squadra: Weverton (Palmeiras), Mauricio Isla (Flamengo), Gustavo Gómez (Palmeiras), Júnior Alonso (Atlético Mineiro), Guilherme Arana (Atlético Mineiro), Edenílson (Internacional), Gerson (Flamengo), Giorgian De Arrascaeta (Flamengo), Claudinho (Red Bull Bragantino), Luciano (San Paolo) e Marinho (Santos)[28]
- Bola de Ouro: Claudinho (Red Bull Bragantino)
- Capocannoniere e Chuteira de Ouro: Claudinho (Red Bull Bragantino), Luciano (San Paolo) - 18 gol
- Miglior allenatore: Rogério Ceni (Flamengo)
- Gol più bello: Martín Benítez (Vasco da Gama) - Atlético Mineiro-Vasco da Gama 4-1, 13ª giornata (4 ottobre 2020)
- Rivelazione: Claudinho (Red Bull Bragantino)
- Premio espnW: Julia Bianchi (Kindermann)

## Club con più vittorie
Aggiornato all'edizione 2020.
| Posizione | Club                     | Fuori concorso | Bola de Ouro | Bola de Prata | Capocannoniere | Rivelazione | Miglior allenatore | Gol più bello | Speciale | Totale |
| --------- | ------------------------ | -------------- | ------------ | ------------- | -------------- | ----------- | ------------------ | ------------- | -------- | ------ |
| 1º        | San Paolo                | 0              | 5            | 57            | 4              | 0           | 0                  | 0             | 0        | 66     |
| 2°        | Flamengo                 | 0              | 6            | 45            | 5              | 0           | 2                  | 1             | 0        | 59     |
| 3°        | Palmeiras                | 0              | 4            | 50            | 0              | 0           | 2                  | 0             | 0        | 56     |
| 4º        | Atlético Mineiro         | 0              | 3            | 45            | 5              | 1           | 0                  | 1             | 0        | 55     |
| 5º        | Corinthians              | 0              | 5            | 45            | 1              | 0           | 1                  | 0             | 0        | 52     |
| 6º        | Internacional            | 0              | 4            | 44            | 3              | 0           | 0                  | 0             | 0        | 51     |
| 7º        | Santos                   | 2              | 5            | 34            | 8              | 1           | 0                  | 0             | 0        | 50     |
| 8º        | Cruzeiro                 | 0              | 4            | 40            | 0              | 0           | 0                  | 0             | 0        | 44     |
| 9º        | Grêmio                   | 0              | 3            | 36            | 3              | 0           | 0                  | 0             | 0        | 42     |
| 10º       | Vasco da Gama            | 0              | 3            | 29            | 7              | 0           | 0                  | 1             | 0        | 40     |
| 11º       | Fluminense               | 0              | 2            | 20            | 5              | 0           | 0                  | 0             | 0        | 27     |
| 12º       | Botafogo                 | 0              | 0            | 16            | 2              | 0           | 0                  | 1             | 0        | 19     |
| 13º       | Bragantino RB Bragantino | 0              | 2            | 10            | 1              | 1           | 0                  | 0             | 0        | 14     |
| 14º       | Goiás                    | 0              | 0            | 9             | 4              | 1           | 0                  | 0             | 0        | 14     |
| 15º       | Guarani                  | 0              | 1            | 10            | 2              | 0           | 0                  | 0             | 0        | 13     |
| 16º       | Athl. Paranaense         | 0              | 2            | 6             | 2              | 0           | 0                  | 0             | 0        | 10     |
| 17º       | Vitória                  | 0              | 0            | 9             | 0              | 0           | 0                  | 0             | 0        | 9      |
| 18º       | Bahia                    | 0              | 0            | 8             | 1              | 0           | 0                  | 0             | 0        | 9      |
| 18º       | Coritiba                 | 0              | 0            | 8             | 1              | 0           | 0                  | 0             | 0        | 9      |
| 18º       | Ponte Preta              | 0              | 0            | 8             | 1              | 0           | 0                  | 0             | 0        | 9      |
| 21º       | Bangu                    | 0              | 1            | 4             | 0              | 0           | 0                  | 0             | 0        | 5      |
| 22º       | Portuguesa               | 0              | 0            | 4             | 0              | 0           | 0                  | 0             | 0        | 4      |
| 23º       | Sport Recife             | 0              | 0            | 3             | 1              | 0           | 0                  | 0             | 0        | 4      |
| 24º       | São Caetano              | 0              | 0            | 3             | 0              | 0           | 0                  | 0             | 0        | 3      |
| 25º       | America-RJ               | 0              | 0            | 2             | 1              | 0           | 0                  | 0             | 0        | 3      |
| 26º       | Juventude                | 0              | 0            | 2             | 0              | 0           | 0                  | 0             | 0        | 2      |
| 26º       | Náutico                  | 0              | 0            | 2             | 0              | 0           | 0                  | 0             | 0        | 2      |
| 26º       | Remo                     | 0              | 0            | 2             | 0              | 0           | 0                  | 0             | 0        | 2      |
| 29º       | Ceará                    | 0              | 0            | 1             | 0              | 0           | 0                  | 1             | 0        | 2      |
| 30º       | ABC                      | 0              | 0            | 1             | 0              | 0           | 0                  | 0             | 0        | 1      |
| 30º       | América-MG               | 0              | 0            | 1             | 0              | 0           | 0                  | 0             | 0        | 1      |
| 30º       | Criciúma                 | 0              | 0            | 1             | 0              | 0           | 0                  | 0             | 0        | 1      |
| 30º       | Desportiva               | 0              | 0            | 1             | 0              | 0           | 0                  | 0             | 0        | 1      |
| 30º       | Figueirense              | 0              | 0            | 1             | 0              | 0           | 0                  | 0             | 0        | 1      |
| 30º       | Fortaleza                | 0              | 0            | 1             | 0              | 0           | 0                  | 0             | 0        | 1      |
| 30º       | Inter de Limeira         | 0              | 0            | 1             | 0              | 0           | 0                  | 0             | 0        | 1      |
| 30º       | Joinville                | 0              | 0            | 1             | 0              | 0           | 0                  | 0             | 0        | 1      |
| 30º       | Operário-MS              | 0              | 0            | 1             | 0              | 0           | 0                  | 0             | 0        | 1      |
| 39º       | Paraná                   | 0              | 0            | 0             | 1              | 0           | 0                  | 0             | 0        | 1      |
| 40º       | Chapecoense              | 0              | 0            | 0             | 0              | 0           | 0                  | 0             | 1        | 1      |

## Giocatori con più vittorie
Aggiornato all'edizione 2020. In grassetto sono indicati i calciatori ancora in attività.
| Posizione | Giocatore        | Bola de Ouro | Bola de Prata | Capocannoniere | Rivelazione | Gol più bello | Totale |
| --------- | ---------------- | ------------ | ------------- | -------------- | ----------- | ------------- | ------ |
| 1º        | Zico             | 2            | 5             | 2              | 0           | 0             | 9      |
| 2°        | Rogério Ceni     | 1            | 6             | 0              | 0           | 0             | 7      |
| 3°        | Júnior           | 1            | 5             | 0              | 0           | 0             | 6      |
| 3°        | Renato Gaúcho    | 1            | 5             | 0              | 0           | 0             | 6      |
| 5º        | Gabriel Barbosa  | 1            | 2             | 2              | 1           | 0             | 6      |
| 6º        | Túlio            | 0            | 3             | 3              | 0           | 0             | 6      |
| 7º        | Falcão           | 2            | 3             | 0              | 0           | 0             | 5      |
| 7º        | Toninho Cerezo   | 2            | 3             | 0              | 0           | 0             | 5      |
| 9º        | Dudu             | 1            | 4             | 0              | 0           | 0             | 5      |
| 9º        | Elías Figueroa   | 1            | 4             | 0              | 0           | 0             | 5      |
| 9º        | Ricardo Rocha    | 1            | 4             | 0              | 0           | 0             | 5      |
| 12º       | Careca           | 1            | 3             | 1              | 0           | 0             | 5      |
| 13º       | Roberto Dinamite | 0            | 3             | 2              | 0           | 0             | 5      |
| 14º       | Fred             | 0            | 0             | 2              | 3           | 0             | 5      |

## Giocatori stranieri
Aggiornato all'edizione 2020. In grassetto sono indicati i calciatori ancora in attività.
| Nazione     | Giocatore              | Bola de Ouro | Bola de Prata | Capocannoniere | Rivelazione | Gol più bello | Totale |
| ----------- | ---------------------- | ------------ | ------------- | -------------- | ----------- | ------------- | ------ |
| Argentina   | Edgardo Andrada        | 0            | 1             | 0              | 0           | 0             | 1      |
| Argentina   | Martín Benítez         | 0            | 0             | 0              | 0           | 1             | 1      |
| Argentina   | Agustín Cejas          | 1            | 1             | 0              | 0           | 0             | 2      |
| Argentina   | Darío Conca            | 1            | 1             | 0              | 0           | 0             | 2      |
| Argentina   | Víctor Cuesta          | 0            | 1             | 0              | 0           | 0             | 1      |
| Argentina   | Narciso Doval          | 0            | 1             | 0              | 0           | 0             | 1      |
| Argentina   | Pablo Guiñazú          | 0            | 1             | 0              | 0           | 0             | 1      |
| Argentina   | Walter Montillo        | 0            | 2             | 0              | 0           | 0             | 2      |
| Argentina   | Lucas Pratto           | 0            | 1             | 0              | 0           | 0             | 1      |
| Argentina   | Juan Pablo Sorín       | 0            | 1             | 0              | 0           | 0             | 1      |
| Argentina   | Carlos Tévez           | 1            | 1             | 0              | 0           | 0             | 2      |
| Cile        | Charles Aránguiz       | 0            | 1             | 0              | 0           | 0             | 1      |
| Cile        | Elías Figueroa         | 1            | 4             | 0              | 0           | 0             | 5      |
| Cile        | Mauricio Isla          | 0            | 1             | 0              | 0           | 0             | 1      |
| Cile        | Claudio Maldonado      | 0            | 1             | 0              | 0           | 0             | 1      |
| Cile        | Jorge Valdivia         | 0            | 1             | 0              | 0           | 0             | 1      |
| Colombia    | Freddy Rincón          | 0            | 1             | 0              | 0           | 0             | 1      |
| Paesi Bassi | Clarence Seedorf       | 0            | 1             | 0              | 0           | 0             | 1      |
| Paraguay    | Júnior Alonso          | 0            | 1             | 0              | 0           | 0             | 1      |
| Paraguay    | Francisco Arce         | 0            | 4             | 0              | 0           | 0             | 4      |
| Paraguay    | Fabián Balbuena        | 0            | 1             | 0              | 0           | 0             | 1      |
| Paraguay    | Carlos Gamarra         | 0            | 4             | 0              | 0           | 0             | 4      |
| Paraguay    | Gustavo Gómez          | 0            | 2             | 0              | 0           | 0             | 2      |
| Paraguay    | Romerito               | 0            | 1             | 0              | 0           | 0             | 1      |
| Perù        | Paolo Guerrero         | 0            | 1             | 0              | 0           | 0             | 1      |
| Serbia      | Dejan Petković         | 0            | 3             | 0              | 0           | 0             | 3      |
| Uruguay     | Beto Acosta            | 0            | 1             | 0              | 0           | 0             | 1      |
| Uruguay     | Óscar Aguirregaray     | 0            | 1             | 0              | 0           | 0             | 1      |
| Uruguay     | Atilio Ancheta         | 1            | 1             | 0              | 0           | 0             | 2      |
| Uruguay     | Giorgian De Arrascaeta | 0            | 2             | 0              | 0           | 1             | 3      |
| Uruguay     | Hugo de León           | 0            | 1             | 0              | 0           | 0             | 1      |
| Uruguay     | Diego Lugano           | 0            | 2             | 0              | 0           | 0             | 2      |
| Uruguay     | Rubén Paz              | 0            | 1             | 0              | 0           | 0             | 1      |
| Uruguay     | Darío Pereyra          | 0            | 3             | 0              | 0           | 0             | 3      |
| Uruguay     | Pedro Rocha            | 0            | 1             | 0              | 0           | 0             | 1      |